# Leoninum

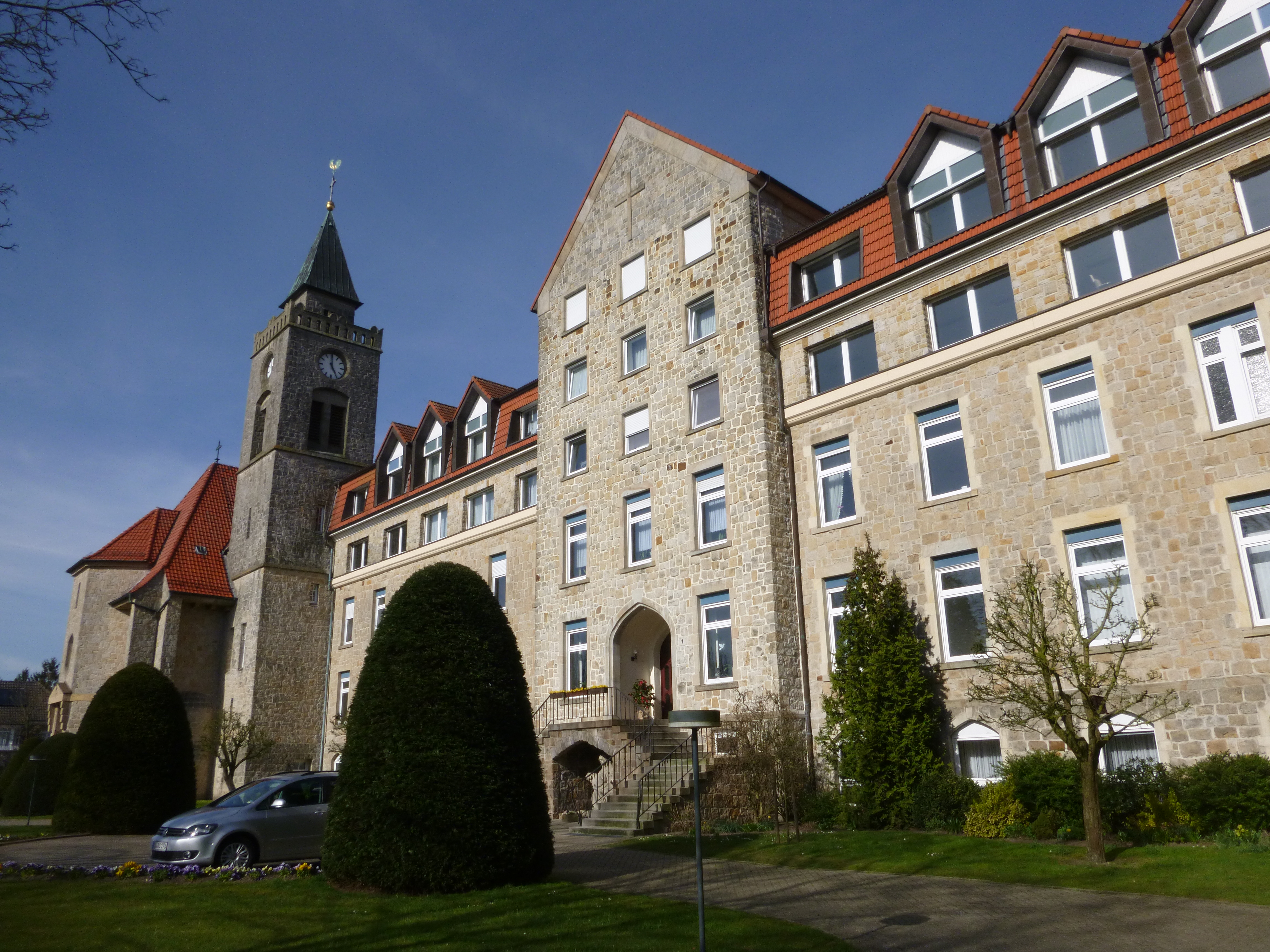
Façade du Leoninum.

Le Leoninum est un établissement d'enseignement secondaire privé (Gymnasium en allemand) catholique situé en Allemagne à Handrup dans le Pays de l'Ems (Basse-Saxe). Fondé en 1923 par la Province d'Allemagne des prêtres du Sacré-Cœur de Saint-Quentin, il doit son nom au fondateur de cette congrégation, le vénérable Léon Dehon (1843-1925).

## Histoire
La congrégation ouvre en 1883 à l'époque du Kulturkampf une première école pour élèves allemands et néerlandais à  Sittard aux Pays-Bas. Elle fonde un pensionnat en 1912 à Krefeld, puis, après la guerre, un internat à Handrup qui démarre en 1923 avec vingt-trois pensionnaires. C'est l'époque de l'hyper-inflation en Allemagne et les études sont souvent payées en nature. Mais il n'y a pas de niveau avancé et les élèves sont ensuite dispersés dans différents lycées d'Allemagne ou lycées allemands de Hollande, dont celui de Sittard où ils peuvent passer leur Abitur (baccalauréat).
À l'époque du Troisième Reich, l'établissement est mis sous stricte surveillance. Les voyages en Hollande sont interdits et les lycéens ne peuvent donc compléter leur formation au sein d'établissements catholiques. De plus, les Pères du Sacré-Cœur sont publiquement diffamés pour trafic de devises, le régime ayant institué un strict contrôle des changes. Le certificat d'aryanité est obligatoire pour les enseignants à partir de 1936. Finalement l'école est fermée par les autorités le 1er avril 1939. Pour ne pas laisser les bâtiments vides et risquer la confiscation, la congrégation y installe une partie du cursus des études de théologie en provenance de leur établissement de Fribourg-en-Brisgau.
Mais en 1941, comme la plupart des écoles catholiques d'Allemagne, l'établissement de Handrup est confisqué par l'État national-socialiste. On y installe une école de formation d'institutrices du régime, dans un premier temps, puis une unité de chasseurs. Dans la dernière année de la guerre, l'ancienne école est sérieusement endommagée par les bombardements alliés. 
Le 4 mai 1946, l'école peut rouvrir avec les prêtres du Sacré-Cœur et la permission de l'occupant britannique. Elle est dirigée par le R.P. Wilhelm Reckert qui marque cette époque de son empreinte. Des travaux d'agrandissement sont effectués. Le système des études est calqué sur le régime général allemand avec en plus des matières et un esprit spécifique aux lycées catholiques de l'époque. Les effectifs des pensionnaires, ainsi que ceux des externes, augmentent constamment, jusqu'au début des années 1970. Le Leoninum compte parmi les lycées d'excellence de cette période. En 1956, il est reconnu par l'État et offre le cursus complet du premier et du deuxième cycle. En 1964, il prend le nom de Gymnasium Leoninum en l'honneur du fondateur des prêtres du Sacré-Cœur.
Mais les bouleversements sociétaux des années 1970, et les nouvelles orientations post-conciliaires obligent le Leoninum à une certaine évolution. Le recrutement en vue de vocations sacerdotales n'est plus considéré comme prioritaire et le Leoninum devient une simple école privée catholique, ouverte à tous. Le nombre d'élèves atteint le chiffre de 700. De nouveaux bâtiments sont construits. Il devient progressivement mixte (filles et garçons) à partir de 1971 et accueille de plus en plus des élèves protestants, majoritaires dans la région. L'internat est fermé en 1998. 
Aujourd'hui le Leoninum fait partie du projet Comenius patronné par l'Union européenne, des échanges sont organisés avec des établissements en Grande-Bretagne, en Irlande, en France, aux Pays-Bas, en Pologne, en Croatie, en Espagne, au Dakota du Sud. Des possibilités de participer aux Journées mondiales de la jeunesse sont aussi offertes. L'étude de l'anglais et du français est obligatoire et l'accent est mis sur les matières scientifiques et le sport. Le Leoninum permet aussi d'étudier le grec et le latin.
L'établissement accueille en 2016 un effectif de 1 200 élèves externes et 94 membres du corps enseignant.

## Anciens élèves
- Heiner Wilmer
- Johannes Wübbe